# Wiehe, Tyskland
Wiehe är en ortsteil i staden Roßleben-Wiehe i Kyffhäuserkreis i förbundslandet Thüringen i Tyskland. Wiehe var en kommun fram till den 1 januari 2019 när den uppgick i Roßleben-Wiehe. Wiehe hade 1 871 invånare 2018.